# William Dzus
William Dzus (5 de enero de 1895, Chernykhivtsi, Reino de Galicia y Lodomeria, actualmente Ucrania, - 19 de junio de 1964, Nueva York, Estados Unidos) nació con el nombre de Volodymyr Dzhus (en ucraniano: Володимир Джус) y fue un ingeniero estadounidense originario de Galicia Oriental, e inventor del cierre Dzus, también conocido como cierre de cuarto de vuelta. También fue uno de los fundadores del Instituto Ucraniano de América, una fundación cultural, para la que adquirió la Casa Harry F. Sinclair (su actual sede).

## Vida
Dzus nació en 1895 en el país de Ucrania, en el seno de una familia de ricos agricultores ucranianos, en el pueblo de Chernykhivtsi, en el Imperio Austrohúngaro. Al final de su adolescencia se trasladó de su país natal a Nueva York, donde se estableció rápidamente como un pensador innovador, desarrollando la primera forma de cierre rápido y fundando la Dzus Fastener Company en 1934. El cierre se diseñó originalmente para los aviones, pero posteriormente se utilizó en maquinaria pesada, automóviles y placas de matrícula.
En 1948, Dzus fundó el Instituto Ucraniano de América, una organización benéfica y cultural, de la que también fue presidente durante varios años. El edificio en el que tiene su sede el instituto fue adquirido en 1955. Además, Dzus fue también miembro del Instituto Americano de Aeronáutica y Astronáutica, y de la Sociedad de Ingenieros del Automóvil y la Asociación Nacional de Fabricantes.

## Muerte
William Dzus falleció a los 69 años de edad a causa de un derrame cerebral y otras complicaciones de salud en el Hospital del Buen Samaritano el 19 de junio de 1964. Se celebró una misa de réquiem en su memoria en la Iglesia Católica Ucraniana de la Sagrada Familia.

## Cita
"Los obstáculos se volverán diminutos cuando los veas desde el pináculo del amor por la obra a la que has puesto tu mano".